# Villaturde
Villaturde – gmina w Hiszpanii, w prowincji Palencia, w Kastylii i León, o powierzchni 26,15 km². W 2011 roku gmina liczyła 183 mieszkańców.